# Cătălina Gheorghițoaia
Cătălina Antonia Gheorghițoaia (n. 19 iunie 1975, București, România) este o scrimeră română specializată pe sabie.

## Carieră
Gheorghițoaia s-a format la CS Progresul București, apoi s-a transferat la CSA Steaua când Progresul a fost desființat. Cu Irina Drăghici-Covaliu și Andreea Pelei a cucerit medalia de argint la Campionatul Mondial din 2001 de la Nîmes, după ce au fost învinse de Rusia în finala.
În 2004 a cucerit o medalie de bronz la Campionatul European de la Copenhaga, fiind înfrântă în semifinală de rusoaica Ekaterina Fedorkina. La proba pe echipe România a trecut de Azerbaijan în semifinală, dar nu a putut să se impună în finala cu Rusia, și s-a mulțumit de argintul.
Gheorghițoaia a participat la Jocurile Olimpice din 2004 de la Atena. A ajuns în semifinală, unde a pierdut cu scorul 7–15 în fața americanei Mariel Zagunis. În finala mică a întâlnit o altă americană, Sada Jacobson. A fost învinsă cu același scor, 7–15, și s-a întors cu mâinile goale. Pentru rezultatele obținute a fost numită a doua cea mai bună scrimeră a anului de către Federației Române de Scrimă.